# Zmarli w lutym 2010

## Luty 2010
- 28 lutego
  - Bohdan Ejmont, polski aktor[1]
- 27 lutego
  - Wendy Toye, brytyjska reżyserka filmowa[2]
  - Krystyna Pisarkowa, polonista, językoznawca, pedagog[3].
- 25 lutego
  - Andrew Koenig, amerykański aktor[4]
  - Ahmet Vardar, turecki pisarz, dziennikarz[5]
- 24 lutego
  - Henriette Poirier, francuska polityk i nauczycielka, europosłanka I kadencji[6]
- 23 lutego
  - Mervyn Jones, brytyjski pisarz, dziennikarz[7]
  - Kermit Tyler, amerykański pilot myśliwski[8]
- 22 lutego
  - Charles Stenvig, amerykański polityk[9]
- 21 lutego
  - Jacek Karpiński, polski inżynier elektronik i informatyk, żołnierz Szarych Szeregów w Batalionie Zośka, projektant komputera K-202[10]
  - Casimir Johannes Prinz zu Sayn-Wittgenstein-Berleburg, niemiecki polityk i menedżer, arystokrata, eurodeputowany (1979–1983)[11]
- 20 lutego
  - Antonio Cariglia, włoski polityk i działacz związkowy, parlamentarzysta, lider Włoskiej Partii Socjaldemokratycznej (1988–1992)[12]
  - Johanna Dohnal, austriacka polityk, działaczka partyjna i samorządowa, minister ds. kobiet (1990–1995)[13]
  - Alexander Haig, amerykański wojskowy i polityk, sekretarz stanu (1981–1982)[14]
- 19 lutego
  - Jesús Díez del Corral, hiszpański szachista, arcymistrz[15]
  - Lionel Jeffries, amerykański aktor, reżyser filmowy[16]
- 18 lutego
  - John Babcock, kanadyjski weteran I wojny światowej[17]
  - Ariel Ramírez, argentyński kompozytor, pianista[18]
  - Jerzy Skalski, polski generał[19]
- 17 lutego
  - Giulio De Florian, włoski biegacz narciarski, dwukrotny brązowy medalista mistrzostw świata[20]
  - Kathryn Grayson, amerykańska aktorka[21]
  - Mieczysław Grudzień, polski generał, szef Urzędu ds. Kombatantów (w okresie 1972–1981 w randze ministra)[22]
  - Witold Skaruch, polski aktor[23]
- 16 lutego
  - Lucjan Balter, ksiądz pallotyn, kierownik Katedry Teologii Pozytywnej UKSW[24]
  - David Lelei, kenijski lekkoatleta, średniodystansowiec[25]
- 15 lutego
  - Juan Carlos González, urugwajski piłkarz, reprezentant Urugwaju, mistrz świata[26]
  - Marek Jasiński, polski kompozytor, wykładowca Akademii Muzycznej w Bydgoszczy[27]
  - Adam Kaczyński, polski pianista i kompozytor[28]
  - Sergiusz Kaługin, generał brygady Wojska Polskiego[29]
- 14 lutego
  - Dick Francis, brytyjski pisarz, autor powieści kryminalnych, dżokej[30]
  - Olgierd Jędrzejczyk, polski dziennikarz[31]
  - Jerzy Turek, polski aktor[32]
- 13 lutego
  - Lucille Clifton, amerykańska poetka[33]
  - Ken Emerson, australijski rysownik, twórca komiksów[34]
  - Amir Chammasz, jordański generał i polityk[35]
- 12 lutego
  - Werner Krämer, niemiecki piłkarz, reprezentant Niemiec[36]
  - Nodar Kumaritaszwili, gruziński saneczkarz[37]
  - Luis Molowny, hiszpański piłkarz, reprezentant Hiszpanii, trener piłkarski[38]
- 11 lutego
  - Irina Archipowa, rosyjska śpiewaczka operowa (mezzosopran)[39]
  - Costantino Belluscio, włoski polityk i dziennikarz, deputowany krajowy i europejskie[40]
  - Alexander McQueen, angielski projektant mody[41]
  - Caroline McWilliams, amerykańska aktorka[42]
- 10 lutego
  - Carl Braun, amerykański koszykarz (ur. 1927)
  - Orlando, brazylijski piłkarz, reprezentant Brazylii, mistrz świata[43]
  - Jan Szachułowicz, polski profesor prawa, były sędzia Sądu Najwyższego[44]
  - Charles Wilson, amerykański polityk[45]
  - Eduard Winokurow, rosyjski szermierz, szablista, trzykrotny medalista olimpijski[46]
  - José Joaquín Trejos Fernández, prezydent Kostaryki w latach 1966–1970[47]
  - Andrzej Struj, polski policjant zamordowany podczas interwencji[48]
- 9 lutego
  - Chaskel Besser, polsko-amerykański rabin, odnowiciel życia żydowskiego w Polsce[49]
  - Walter Frederick Morrison, amerykański wynalazca[50]
- 8 lutego
  - Antonio Giolitti, włoski polityk i prawnik, minister (1963–1964, 1970–1972), komisarz europejski ds. polityki regionalnej (1977–1985)[51]
  - John Murtha, amerykański polityk[52]
  - Anna Samociina, rosyjska aktorka[53]
  - Krzysztof Skubiszewski, polski prawnik, polityk, minister spraw zagranicznych (1989–1993)[54]
- 7 lutego
  - Franco Ballerini, włoski kolarz szosowy, trener kolarstwa[55]
  - André Kolingba, prezydent Republiki Środkowoafrykańskiej w latach 1981–1993[56]
  - Stanisław Smółka, polski geograf, dziennikarz radiowy, jeden z współzałożycieli radia RMF FM[57]
  - William Tenn, amerykański pisarz science fiction[58]
- 6 lutego
  - Albert Booth, brytyjski polityk[59]
  - Marian Cieślak, polski profesor prawa[60],
  - John Dankworth, brytyjski muzyk jazzowy[61]
  - Kipkemboi Kimeli, kenijski biegacz, brązowy medalista olimpijski[62]
  - Anthony Taylor, amerykański wokalista grupy Twisted Tower Dire[63]
  - Lee Yung Duk – premier Korei Południowej w 1994[47]
- 5 lutego
  - Bäjken Äszymow, radziecki (kazachski) polityk, prezes Rady Ministrów Kazachskiej SRR (1970–1984) i przewodniczący Prezydium Rady Najwyższej (prezydent) Kazachskiej SRR (1984–1985)[64]
  - Ian Carmichael, brytyjski aktor[65]
  - Galimzian Chusainow, rosyjski piłkarz[66]
  - Cecil Heftel, amerykański biznesmen, polityk[67]
  - Gregory Pianka, amerykański basista zespołu Dirty Looks[68]
  - Harry Schwarz, południowoafrykański prawnik, dyplomata, polityk[69]
- 4 lutego
  - Costas Axelos, grecki filozof[70]
  - Frank Fasi, amerykański polityk, burmistrz Honolulu[71]
- 3 lutego
  - John McCallum, australijski aktor, producent telewizyjny[72]
  - Gil Merrick, angielski piłkarz i menedżer[73]
  - Frances Reid, amerykańska aktorka[74]
- 2 lutego
  - Wiesław Giler, polski kibic, redaktor[75]
  - Franciszek Socha, polski polityk, poseł na Sejm PRL IX kadencji[76]
- 1 lutego
  - Izz ad-Din al-Araki, marokański polityk, premier Maroka[77]
  - Jack Brisco, amerykański profesjonalny wrestler[78]
  - David Brown, amerykański producent filmowy[79]
  - Steingrímur Hermannsson, islandzki polityk, premier Islandii[80]
  - Bobby Kirk, szkocki piłkarz[81]
  - Justin Mentell, amerykański aktor[82]